# Ondřejovice zastávka
Ondřejovice zastávka – przystanek kolejowy w Ondřejovicach, w kraju ołomunieckim, w Czechach. Znajduje się na wysokości 410 m n.p.m. i leży na linii kolejowej nr 297.